# Iukhim Zviahilski
Iukhim Zviahilski (ucraïnès: Юхим Леонідович Звягільський)  (Donetsk, 20 de febrer de 1933 - Kíiv, 6 de novembre de 2021) fou un polític ucraïnès. Fou nomenat Primer Ministre d'Ucraïna en funcions el 22 de setembre de 1993. Va ocupar el càrrec fins que Vitali Massol fou confirmat com a primer ministre el juny de 1994. Actualment és membre de la Rada Suprema (parlament) i propietari de la mina de carbó Zasiadko a l'óblast de Donetsk.